# البهيم
البهيم ويطلق عليها ترج البهيم وهو مركز إمارة يتبعه عدد من القرى من آل حارث وبني عمرو وبني شهر في محافظة بيشة التابعة إلى منطقة عسير في المملكة العربية السعودية.

## التسمية والموقع
البَهِيْمُ وهو اسم يطلق بصفة خاصة على وادي ينحدر من سراة النماص وبني عمر وسراة بالقرن، وهو في الأساس مجمع أودية وشعاب مائية تنحدر للتجمع وتفيض فيه ويعتبر من الروافد الأساسية لوادي ترج، كما يطلق الاسم أيضا على مركز إمارة أسست عام 1400هـ ويعتبر من التقسيمات الإدارية لمنطقة عسير في محافظة بيشة، كما تتوفر في المركز كافة الخدمات الإدارية والأمنية والتعليمية ومركز رعاية أولية وخدمة بريد، وهو يبعد عن مدينة بيشة على الطريق السريع حوال 75 كيلو متر.
وقد ذُكِر وادي البهيم في شعر أخت حاجز الأزدي حيث خرج حاجز في بعض أسفاره ولكنه لم يعد فظُن أنه مات عطشاً أو أنه ظلّ طريقه فقالت فيه:
أحيٌ حاجزٌ أم ليسَ حياً فيسلُك بينَ جندفٍ والبهيمِ
فيشربَ شربةً من ماءِ ترجٍ فيصدرُ مشيةَ السبعِ الكليمِ 
كما ذكره فؤاد حمزة فقال البهيم قرية بوادي ترج والبهيم أيضاً مورد بادية بوادي إدد ببلاد الحباب شمال غرب مركز الأمواه.
كما تمّ افتتاح جسر الرومي الجديد عام 2021م الذي يقع على وادي ترج، ويربط بين قرية البهيم وقريتي آل الرومي وجلان، لتقليل المصاعب التي يواجهها سكان هذه القرى على صعيد النقل والوصول إلى المستشفيات ومراكز الخدمات أثناء فترة هطول الأمطار وفيضان الأودية التي كانت تعزل هذه القرى.